# Parceiros
Parceiros est une freguesia portugaise située dans le District de Leiria.
Avec une superficie de 12,99 km2 et une population de 3 304 habitants (2001), la paroisse possède une densité de 254,3 hab/km2.